# João da Cruz e Sousa
João da Cruz e Sousa (n. 24 noiembrie 1861 - d. 19 martie 1898) a fost un poet brazilian, inițiatorul simbolismului în această țară.
A fost influențat de Antero de Quental, Charles Baudelaire. 
Lésbia
Cróton selvagem, tinhorão lascivo, 

Planta mortal, carnívora, sangrenta, 

Da tua carne báquica rebenta 

A vermelha explosão de um sangue vivo. 

Nesse lábio mordente e convulsivo, 

Ri, ri risadas de expressão violenta 

O Amor, trágico e triste, e passe, lenta, 

A morte, o espasmo gélido, aflitivo... 

Lésbia nervosa, fascinante e doente, 

Cruel e demoníaca serpente 

Das flamejantes atrações do gozo. 

Dos teus seios acídulos, amargos, 

Fluem capros aromas e os letargos, 

Os ópios de um luar tuberculoso... 

-- João da Cruz e Souza / Broquéis (1893)

## Opera
- 1893: Paveze ("Broquéis");
- 1895: Liturghier ("Missal");
- 1898: Evocări ("Evocações");
- 1900: Faruri ("Faróis");
- 1905: Ultimele sonete ("Últimos Sonetos").